# Iliny
Iliny es un pueblo ubicado en el condado de Nógrád, Hungría.

## Superficie
Posee una superficie de 6,46 kilómetros cuadrados.

## Demografía
Hasta 2021 la población era de 147 habitantes, con una densidad de población de 22,75 habitantes por kilómetro cuadrado.